# دوروثيا هولت ريدموند
دوروثيا هولت ريدموند (بالإنجليزية: Dorothea Holt Redmond)‏ هي مخرجة فنية ورسامة توضيحية أمريكية، ولدت في 18 مايو 1910 في لوس أنجلوس في الولايات المتحدة، وتوفيت في 27 فبراير 2009 في هوليوود هيلز في الولايات المتحدة بسبب قصور القلب.